# Zincke-Suhl-reactie
De Zincke-Suhl-reactie is een speciaal geval van de Friedel-Craftsalkylering en werd voor het eerst beschreven door de Duitse chemici Zincke en Suhl:
Het klassieke voorbeeld van deze reactie is de omzetting van p-cresol naar een cyclohexadienon met behulp van aluminiumtrichloride als katalysator en tetrachloormethaan als oplosmiddel. Melvin Newman, een wetenschapper uit de Verenigde Staten, heeft tijdens de jaren 1950 intensief onderzoek uitgevoerd naar deze reactie en enkele verbeterde procedures gepubliceerd en geholpen een dieper inzicht te verkrijgen in de achterliggende reactiemechanismes.